# Industria de armament

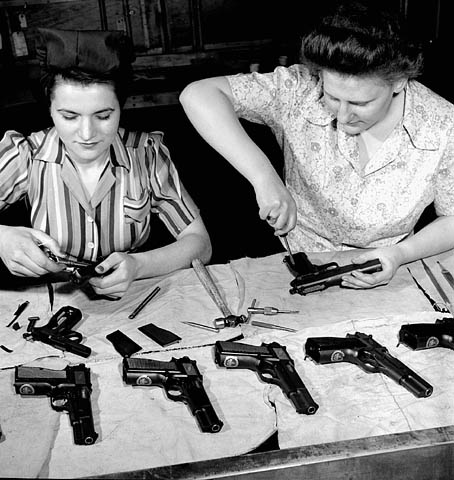
Muncitorii asamblează pistoale la uzina de muniție, Canada, aprilie 1944

Industria de armament, cunoscută și sub numele de industrie de apărare sau comerț cu arme, este o ramură a industriei globale care produce și comercializează diverse arme și tehnologii militare. Este o industrie comercială implicată în cercetarea și dezvoltarea, ingineria, producția și întreținerea materialelor, echipamentelor, serviciilor și bazelor militare. Companiile producătoare de arme, denumite și comercianți de arme sau industria militară, produc arme pentru forțele armate ale statelor și pentru civili. Departamentele guvernamentale operează, de asemenea, în cadrul industriei de armament, producând, cumpărând și vânzând arme, muniții și alte articole militare. Un arsenal este un loc în care armele și munițiile - indiferent dacă sunt proprietate privată sau publică - sunt fabricate, întreținute și reparate, depozitate sau eliberate, în orice combinație. Printre produsele industriei de armament se numără armele, munițiile, platformele de arme, comunicațiile militare, alte produse electronice și multe altele. De asemenea, industria de armament oferă și alte tipuri de sprijin logistic și operațional.
Institutul Internațional de Cercetări pentru Pace din Stockholm (SIPRI) a estimat cheltuielile militare la 1.822 de miliarde de dolari în 2018, ceea ce indică un declin relativ față de 1990, când cheltuielile militare reprezentau 4% din PIB-ul mondial. O parte din bani sunt destinați achiziționării de echipamente și servicii din industria militară. Vânzările combinate de arme ale celor mai mari 100 de companii producătoare de arme și companii de servicii militare (cu excepția Chinei) au totalizat 420 de miliarde de dolari în 2018, potrivit SIPRI. Această valoare a fost cu 4,6% mai mare decât vânzările din 2017 și marchează al patrulea an consecutiv de creșteri în Topul 100 tranzacții cu arme. În 2004, peste 30 de miliarde de dolari au fost cheltuiți în comerțul internațional cu arme (o cifră care exclude vânzările interne de arme). Potrivit institutului, volumul tranzacțiilor majore de arme la nivel internațional în 2014-2018 a fost cu 7,8% mai mare decât în 2009-2013 și cu 23% mai mare decât în 2004-2008. Cei mai mari cinci exportatori în 2014-2018 au fost Statele Unite, Rusia, Franța, Germania și China, în timp ce cei mai mari cinci importatori au fost Arabia Saudită, India, Egipt, Australia și Algeria.
Multe țări industrializate au o industrie internă de armament pentru a-și aproviziona propriile forțe militare. Unele țări au, de asemenea, un comerț intern substanțial, legal sau ilegal, cu arme destinate utilizării de către proprii cetățeni, în primul rând în scop de autoapărare, vânătoare sau sport. Comerțul ilegal cu arme de calibru mic are loc în multe țări și regiuni afectate de instabilitatea politică. Small Arms Survey estimează că în întreaga lume circulă 875 de milioane de arme de calibru mic, produse de peste 1.000 de companii din aproape 100 de țări.
Guvernele încheie contracte pentru aprovizionarea armatei proprii; astfel de contracte de armament pot deveni de o importanță politică considerabilă. Legătura dintre politică și comerțul cu arme poate duce la dezvoltarea la ceea ce președintele american Dwight D. Eisenhower a descris în 1961 drept un complex militar-industrial, în care forțele armate, comerțul și politica devin strâns legate, în mod similar cu achizițiile publice în domeniul apărării multilaterale europene. Diverse corporații, unele publice, altele private, licitează pentru aceste contracte, care valorează adesea multe miliarde de dolari. Uneori, ca și în cazul contractului pentru programul internațional Joint Strike Fighter, are loc un proces de licitație competitivă, iar decizia este luată în funcție de meritele proiectelor prezentate de companiile implicate. Alteori, nu are loc nicio licitație sau competiție.

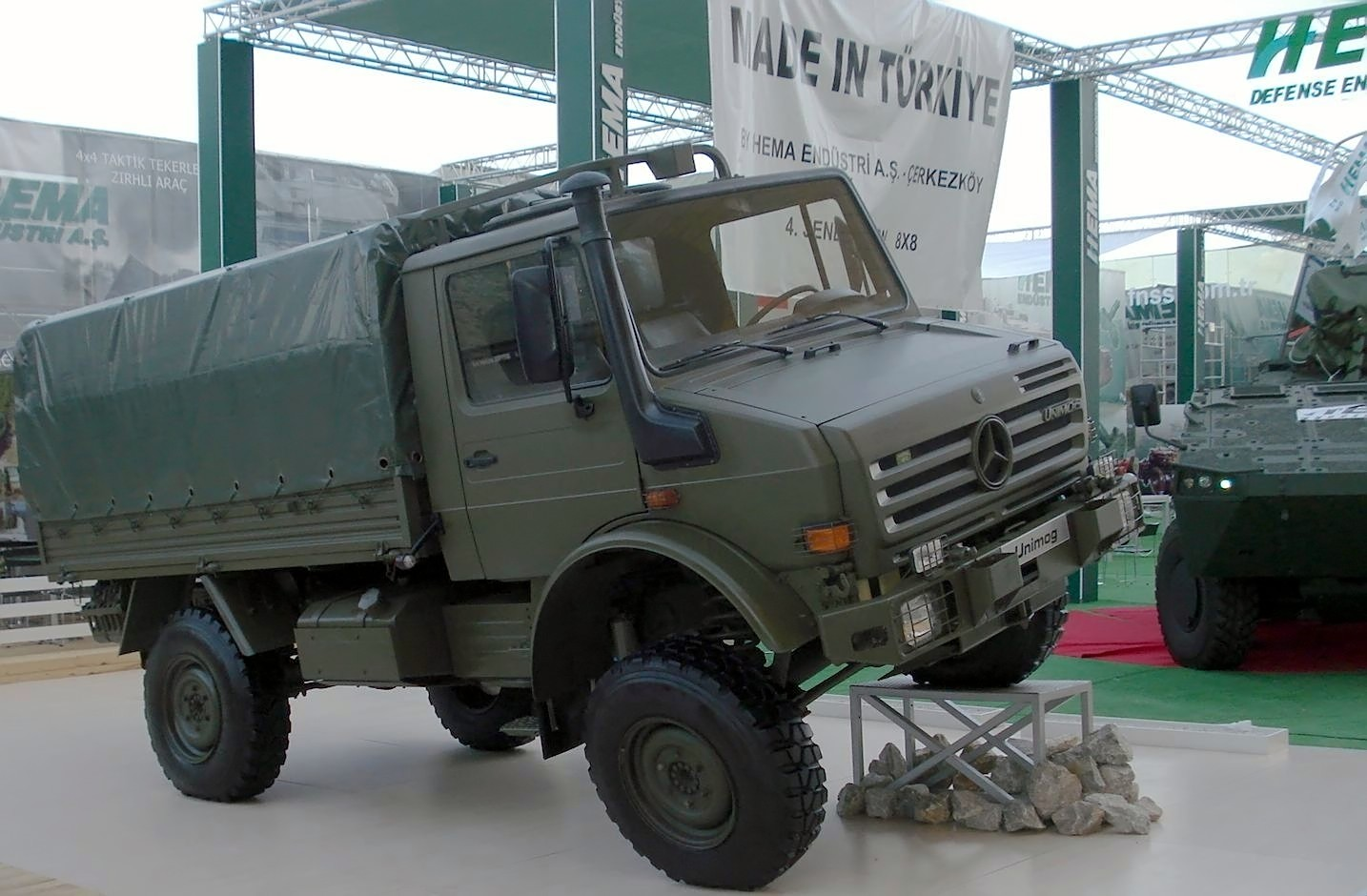
Camion Unimog la Târgul Internațional al Industriei de Apărare (IDEF) în 2007

## Istorie

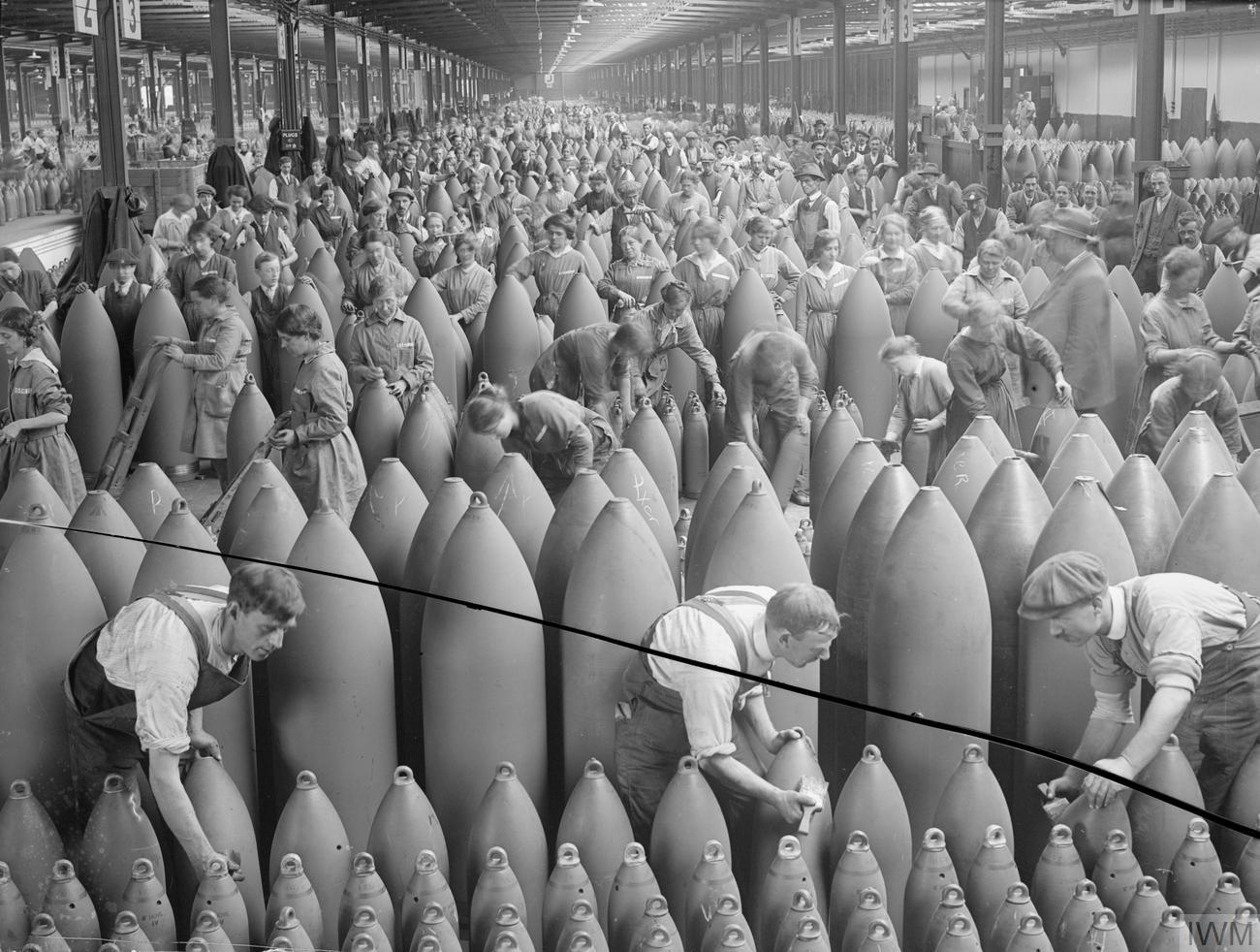
Vopsirea proiectilelor într-o fabrică de încarcare a muniției în timpul Primului Război Mondial.

În timpul perioadei moderne timpurii, Anglia, Franța, Țările de Jos și unele state din Germania au devenit independente în producția de arme, cu răspândirea și migrarea muncitorilor calificați în țări mai periferice, cum ar fi Portugalia și Rusia.
Industria modernă de armament a apărut în a doua jumătate a secolului al XIX-lea ca un produs al creării și extinderii primelor mari companii militaro-industriale. Deoarece țările mai mici (și chiar și țările recent industrializate, precum Rusia și Japonia) nu mai puteau produce echipamente militare de ultimă generație cu resursele și capacitățile lor interne, au început să încheie contracte din ce în ce mai mult cu firme străine pentru fabricarea de echipamente militare, cum ar fi cuirasatele, piesele de artilerie și puștile.
În 1854, guvernul britanic a atribuit un contract companiei Elswick Ordnance pentru furnizarea ultimelor sale piese de artilerie cu încărcare prin culată. Acest lucru a galvanizat sectorul privat în producția de arme, surplusul fiind din ce în ce mai mult exportat în străinătate. Armstrong a devenit unul dintre primii comercianți internaționali de arme, vânzând sistemele sale de armament unor guverne din întreaga lume, din Brazilia până în Japonia.  În 1884, a deschis un șantier naval la Elswick pentru a se specializa în producția de nave de război.  La acea vreme, era singura fabrică din lume care putea construi un cuirasat și să-l înarmeze complet.  Fabrica producea nave de război pentru multe marine, inclusiv pentru Marina Imperială Japoneză. Mai multe crucișătoare Armstrong au jucat un rol important în înfrângerea flotei ruse în bătălia de la Tsushima din 1905.
În Războiul Civil American din 1861, nordul a avut un avantaj mai mic, dar cognoscibil față de Sud, în capacitatea sa de a produce (în număr relativ mic) puști cu încărcare pe culată pentru a fi utilizate împotriva muschetelor cu încărcare prin țeavă, care erau aproape singura varietate folosită de Sud. Aceasta a început tranziția către arme mecanizate produse industrial, cum ar fi mitraliera Gatling. 
Această inovație industrială în industria de apărare a fost adoptată de Prusia în 1866 și 1870–71 în înfrângerea Austriei și, respectiv, a Franței. Până atunci, mitraliera începuse să intre în armate. Primul exemplu al eficacității sale a fost în 1899 în timpul războiului boer și în 1905 în timpul războiului ruso-japonez . Cu toate acestea, Germania a fost un lider în inovarea armelor și a folosit această inovație aproape învingând aliații din Primul Război Mondial.
În 1885, Franța a decis să valorifice această formă de comerț ca fiind din ce în ce mai profitabilă, astfel încât  și-a abrogat interdicția privind exporturile de arme. Cadrul de reglementare pentru perioada de până la Primul Război Mondial a fost caracterizat de o politică de laissez-faire care a obstrucționat puțin exporturile de arme. Din cauza măcelului din Primul Război Mondial, comercianții de arme au început să fie priviți în mod josnic  ca "negustori ai morții" și au fost acuzați că au instigat și perpetuat războiul pentru a-și maximiza profiturile din vânzarea de arme. O anchetă privind aceste acuzații în Marea Britanie nu a reușit să găsească dovezi pe care să le susțină. Cu toate acestea, schimbarea radicală a atitudinii față de război în general a însemnat că guvernele au început să controleze și să reglementeze comerțul.

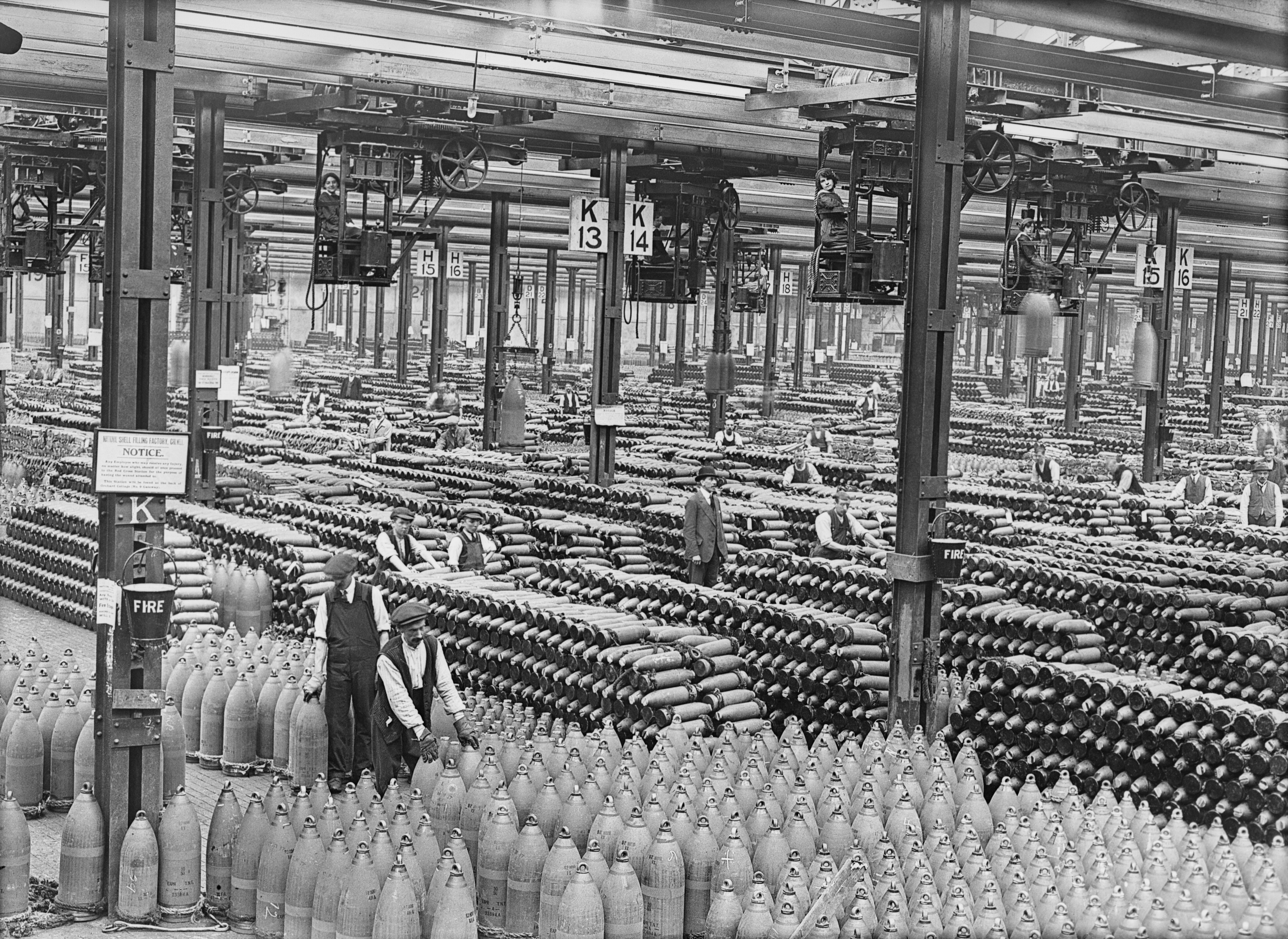
Stive de obuze în fabrica de umplere a obuzelor în timpul Primului Război Mondial

Volumul comerțului cu arme a crescut foarte mult în secolul al XX-lea și a început să fie folosit ca instrument politic, în special în timpul Războiului Rece, în care Statele Unite și URSS au furnizat arme reprezentanților lor din întreaga lume, în special țărilor în curs de dezvoltare ( vezi Doctrina Nixon ). 

## Sectoare

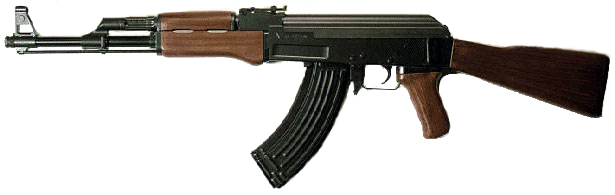
Seria de arme AK a fost produsă în număr mai mare decât orice altă armă de foc și a fost folosită în conflicte din întreaga lume.

### Arme terestre
Această categorie include o diversitate, de la arme ușoare până la artilerie grea, iar majoritatea producătorilor sunt mici. Mulți provin din țări în curs de dezvoltare. Comerțul internațional cu arme de mână, mitraliere, tancuri, vehicule blindate de transport de trupe și alte arme ieftine, este substanțial. Deoarece reglementările privind regimul armelor sunt  la nivel internațional, multe arme cad în mâinile crimei organizate, forțelor rebele, teroriștilor sau regimurilor sub sancțiuni.  

#### Arme de calibru mic
Campania pentru verificarea armelor, fondată de Amnesty International, Oxfam și Rețeaua internațională de acțiune pentru armele de calibru mic, a estimat în 2003 că există peste 639 de milioane de arme de calibru mic în circulație și că peste 1135 de companii cu sediul în peste 98 de țări produc arme de calibru mic, precum și diverse componente și muniții ale acestora.   

### Sisteme aerospațiale

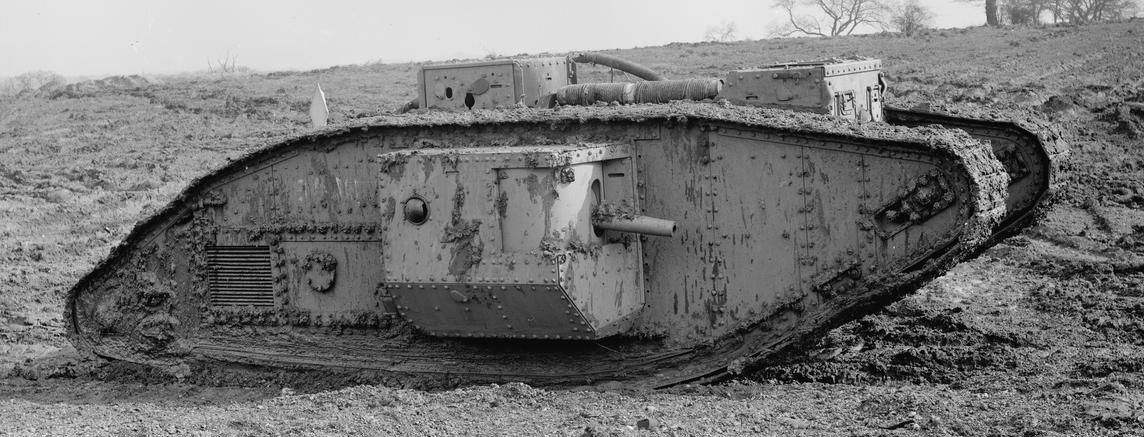
Tancul britanic Mark V

Cuprinzând aeronave militare (atât aviația terestră, cât și cea navală ), rachete convenționale și sateliți militari, acesta este sectorul cel mai avansat din punct de vedere tehnologic al pieței. Este, de asemenea, cel mai puțin competitiv din punct de vedere economic, cu o mână de companii care domină întreaga piață. Toti clienții de top și producătorii importanți sunt localizați în lumea occidentală și în Rusia, cu Statele Unite pe primul loc. Printre marile companii aerospațiale se numără Rolls Royce, Hindustan Aeronautics Limited, BAE Systems, Saab AB, Dassault Aviation, Sukhoi, Mikoyan, EADS, Leonardo, Thales Group, Lockheed Martin, Northrop Grumman, Raytheon Technologies și Boeing . Există, de asemenea, câteva consorții multinaționale implicate în principal în producția de avioane de luptă, cum ar fi Eurofighter . Cel mai mare contract militar din istorie, semnat în octombrie 2001, a implicat dezvoltarea Joint Strike Fighter . 

### Sisteme navale
Unele dintre marile puteri ale lumii mențin forțe navale substanțiale pentru a oferi o prezență globală, cele mai mari națiuni deținând portavioane, submarine nucleare și sisteme avansate de apărare antiaeriană . Marea majoritate a navelor militare sunt propulsate convențional, dar unele sunt propulsate cu energie nucleară . Există, de asemenea, o mare piață globală a navelor maritime second-hand, în general achiziționate de țările în curs de dezvoltare de la guvernele occidentale.

## Industria securității cibernetice
Industria securității cibernetice devine cea mai importantă industrie de apărare deoarece atacurile cibernetice sunt considerate ca fiind una dintre cele mai mari probleme pentru următorii zece ani, așa cum a fost menționat în cadrul evaluării NATO din 2013. Prin urmare, în industria securității cibernetice au fost făcute investiții mari pentru a se produce noi programe software ce au rolul de a facilita tranziția către stocarea în format digital. Pentru industria militară e important ca sistemele utilizate pentru recunoaștere, supraveghere și culegere de informații să fie securizate.
Cu toate acestea, atacurile cibernetice și criminalii digitali au o eficiență mai mare în prezent, datorita folosirii unor tehnici precum Dynamic Trojan Horse Network (DTHN), Internet Worm, Zero-Day Attack și Stealth Bot. Ca urmare, industria securității cibernetice a fost nevoită să îmbunătățească tehnologiile de apărare pentru a elimina vulnerabilitatile utilizându-se de sisteme precum SIM (Security of Information), firewall-urile de generație următoare (NGFW) și tehnicile DDoS .
Pe măsură ce amenințarea la adresa computerelor devine din ce în ce mai proeminentă, nevoia de protecție cibernetică va crește, ceea ce va duce la dezvoltarea industriei securității cibernetice. Se preconizează că industria va fi dominată de agențiile de apărare și securitate internă. Acestea vor reprezenta 40% din industrie.

## Transferuri internaționale de arme
Potrivit institutului de cercetare SIPRI, volumul transferurilor internaționale de arme importante din perioada 2010-2014 a fost cu 16% mai mare decât în perioada 2005-2009. Între anii 2010-2014, principalii cinci exportatori de arme au fost Statele Unite, Rusia, China, Germania și Franța. În aceeași perioada, cei mai mari cinci importatori de arme au fost India, Arabia Saudită, China, Emiratele Arabe Unite și Pakistan. În comparație cu anii 2009-2013, fluxul de arme către Orientul Mijlociu a crescut cu 87% în perioada 2014-2018. De asemenea, fluxurile către toate celelalte regiuni (Africa, America, Asia și Oceania și Europa) a scăzut.
SIPRI a identificat 67 de țări ca fiind exportatori de arme importante în perioada 2014-2018. Primii 5 exportatori din această perioadă au fost responsabili pentru 75% din numărul total de exporturi. Compoziția celor mai mari cinci exportatori de arme s-a schimbat în perioada 2014-2018 și a rămas neschimbată între anii 2009-2013 deși exporturile lor totale combinate de arme au fost cu 10 % mai mari. În 2014-2018 se pot observa creșteri semnificative ale exporturilor de arme în SUA, Franța și Germania, în timp ce exporturile chinezești au crescut marginal iar cele rusești au scăzut.
Între 2014 și 2018, 155 de țări (ceea ce reprezintă aproximativ 75% din numărul total) au importat arme, iar primele 5 dintre acestea au reprezentat 33% din totalul importurilor de arme din perioada respectivă. Primii cinci importatori de arme (Arabia Saudită, India, Egipt, Australia și Algeria) au reprezentat 35% din totalul importurilor de arme din perioada 2014-2018. Dintre aceștia, Arabia Saudită și India s-au aflat printre primii cinci importatori atât în perioada 2009-2013, cât și în 2014-2018. 
Între 2014 și 2018, volumul celor mai mari transferuri internaționale de arme a crescut cu 7,8% față de anii 2009-2013. Tot în aceeași perioada, s-a observat o creștere cu 23% mai mare față de anii 2004-2008. Cel mai mare importator de arme a fost Arabia Saudită, care a importat arme în principal din Statele Unite, Regatul Unit și Franța. În perioadele 2009-2013 și 2014-2018, fluxul de arme către Orientul Mijlociu a crescut cu 87%. Primii cinci importatori (incluzând de asemenea, India, Egipt, Australia și Algeria) au primit 35% din totalul importurilor de arme, în perioada 2014-2018. De asemenea, cei mai mari exportatori au fost Statele Unite, Rusia, Franța, Germania și China.
Invazia rusă a Ucrainei din 2022 a schimbat capacitatea membrilor Federației Naționale de Tir Sportiv de a obține o licență de export de la o lună la doar patru zile.  Acest lucru s-a datorat Departamentului de Comerț al Statelor Unite și agențiilor asociate cu ITAR care au accelerat transporturile de arme către Ucraina.  În plus, timpul necesar obținerii unui permis de cumpărare a unei arme de foc în Ucraina a fost redus și el de la câteva luni la câteva zile .

## Cei mai mari exportatori de arme din lume
Cifrele sunt valorile indicatorilor de tendință (TIV) ale SIPRI exprimate în milioane. Este posibil ca aceste cifre să nu reprezinte fluxurile financiare reale deoarece prețurile pentru armele de bază pot ajunge la zero în cazul ajutorului militar. Următoarele sunt estimări de la Stockholm International Peace Research Institute . 
| Clasament (2020) | Furnizor                   | Arme Exportate (în milioane de TIV) |
| ---------------- | -------------------------- | ----------------------------------- |
| 1                | Statele Unite ale Americii | 9.372                               |
| 2                | Rusia                      | 3.203                               |
| 3                | Franța                     | 1.995                               |
| 4                | Germania                   | 1.232                               |
| 5                | Spania                     | 1.201                               |
| 6                | Coreea de Sud              | 827                                 |
| 7                | Italia                     | 806                                 |
| 8                | China                      | 760                                 |
| 9                | Țările de Jos              | 488                                 |
| 10               | Regatul Unit               | 429                                 |

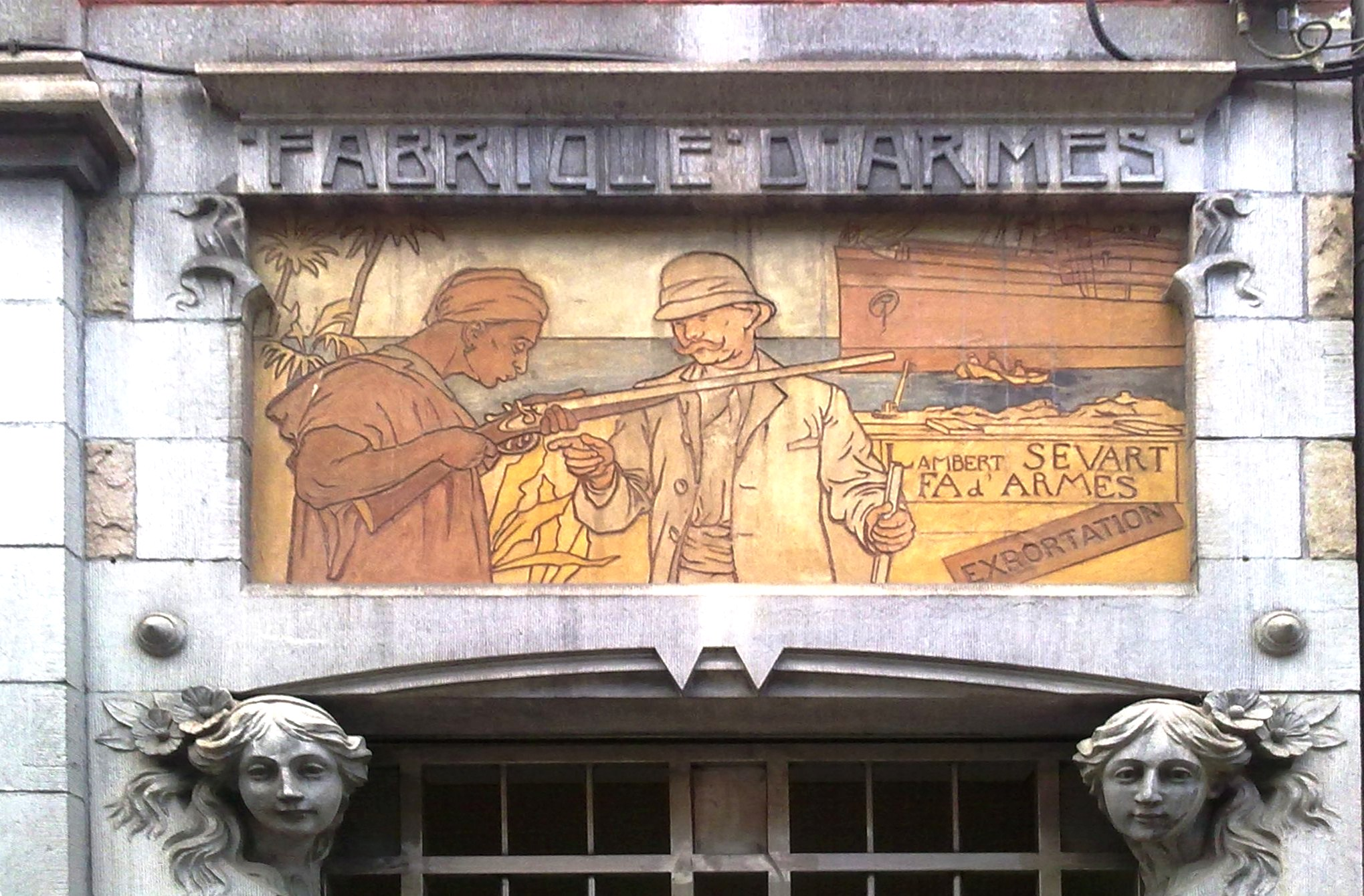
Sgraffito la fabrica de arme Lambert Sevart, din Liege (Belgia) (începutul secolului XX).

În general, exporturile de arme au crescut cu aproximativ 6% în ultimii 5 ani în comparație cu perioada 2010-2014 și au crescut cu 20% din 2005-2009.
De reținut faptul că clasamentele pentru exportatorii care se au înregistrat mai puțin de un miliard sunt puțin semnificative, deoarece pot fi influențate de contracte individuale. O imagine mult mai clară a volumului exporturilor, lipsită de fluctuații anuale, este reprezentată de mediile mobile pe 5 ani. 
Pe lângă SIPRI, există alte surse care furnizează date privind transferurile internaționale de arme. Printre acestea se numără rapoartele naționale ale guvernelor privind exporturile de arme, registrul ONU privind armele convenționale și o publicație anuală a Serviciului de Cercetare al Congresului SUA care include date despre exporturile de arme către țările în curs de dezvoltare, astfel cum sunt compilate de agențiile de informații americane. Datorită metodologiilor, definițiilor și surselor variate utilizate datele oferite sunt adesea semnificativ diferite.

### Cel mai mare exportator de arme postbelice din lume

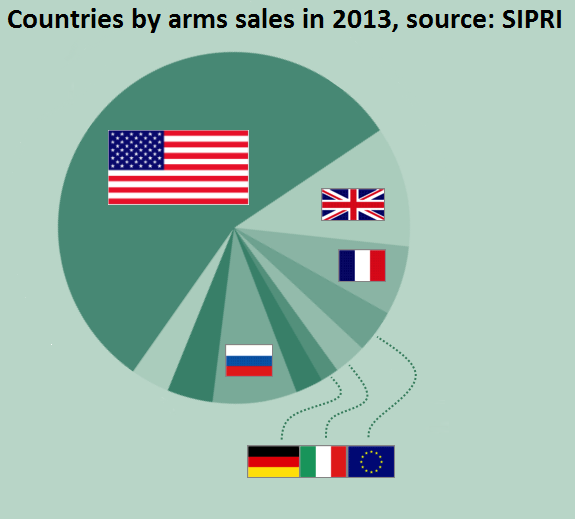
Ponderea vânzărilor de arme pe țară în 2013. Sursa este furnizată de SIPRI.

SIPRI utilizează "valorile indicatorilor de tendință" (TIV). Acestea se bazează pe costurile unitare de producție cunoscute ale armelor și reprezintă transferul de resurse militare, mai degrabă decât valoarea financiară a transferului.
| Clasament (1950-2019) | Furnizor                   | Arme Exportate (în miliarde de TIV) |
| --------------------- | -------------------------- | ----------------------------------- |
| 1                     | Statele Unite ale Americii | 692.123                             |
| 2                     | Rusia*                     | 598.375                             |
| 3                     | Regatul Unit               | 143.205                             |
| 4                     | Franța                     | 125.932                             |
| 5                     | Germania                   | 87.431                              |
| 6                     | China                      | 56.160                              |
| 7                     | Italia                     | 33.296                              |
| 8                     | Cehia                      | 31.291                              |
| 9                     | Țările de Jos              | 24.543                              |
| 10                    | Israel                     | 17.643                              |

* Uniunea Sovietică până în 1991

## Cei mai mari importatori de arme din lume
Unitățile sunt în Valori Indicatoare de tendință exprimate în milioane de dolari SUA la prețurile anilor 1990. Este posibil ca aceste cifre să nu reprezinte fluxuri financiare reale, deoarece prețurile pentru armele subiacente pot fi până la zero în cazul ajutorului militar.
| Clasament (2020) | Destinatar     | Arme Imp (în milioane de TIV) |
| ---------------- | -------------- | ----------------------------- |
| 1                | India          | 2.799                         |
| 2                | Arabia Saudită | 2.466                         |
| 3                | Australia      | 1.658                         |
| 4                | Coreea de Sud  | 1.317                         |
| 5                | Egipt          | 1.311                         |
| 6                | China          | 811                           |
| 7                | Qatar          | 783                           |
| 8                | Regatul Unit   | 764                           |
| 9                | Pakistan       | 759                           |
| 10               | Japonia        | 724                           |

Clasamentul importurilor de arme fluctuează puternic în funcție de intrarea și ieșirea țărilor din războaie. Datele privind exporturile tind să fie mai puțin volatile, deoarece exportatorii tind să fie mai avansați din punct de vedere tehnologic și să aibă fluxuri de producție stabile. Mediile mobile pe 5 ani prezintă o imagine mult mai precisă a volumului importurilor, fără fluctuații anuale.

## Lista producătorilor majori de arme
Aceasta este o listă a celor mai mari producători de arme din lume și a altor companii de servicii militare care profită cel mai mult din economia de război, fiind arătată și originea lor. Informațiile se bazează pe o listă publicată de Institutul Internațional de Cercetare a Păcii din Stockholm pentru 2020. Lista oferită de SIPRI Cifrele sunt exprimate în miliarde de dolari SUA.
| Clasament | Numele companiei                                             | Venituri din Apărare (miliarde USD) | % din Venitul Total de la Apărare |
| --------- | ------------------------------------------------------------ | ----------------------------------- | --------------------------------- |
| 1         | Lockheed Martin                                              | 53.2                                | 89%                               |
| 2         | Boeing                                                       | 33.5                                | 44%                               |
| 3         | Northrop Grumman                                             | 29.2                                | 86%                               |
| 4         | Tehnologii Raytheon                                          | 25.3                                | 87%                               |
| 5         | Dinamica generală                                            | 24.5                                | 62%                               |
| 6         | Corporația chineză a industriei aviatice                     | 22.4                                | 34%                               |
| 7         | BAE Systems                                                  | 22.2                                | 95%                               |
| 8         | Grupul de tehnologie electronică din China                   | 15.0                                | 46%                               |
| 9         | Norinco⁠(d)                                                   | 14.5                                | 22%                               |
| 10        | L3Harris Technologies⁠(d)                                     | 13.9                                | 77%                               |
| 11        | United Technologies (din aprilie 2020 Raytheon Technologies) | 13.1                                | 17%                               |
| 12        | Leonardo SpA                                                 | 11.1                                | 72%                               |
| 13        | Airbus                                                       | 11.0                                | 14%                               |
| 14        | Grupul Thales                                                | 9.4                                 | 46%                               |
| 15        | Almaz-Antey⁠(d)                                               | 9.4                                 | 98%                               |

## Controlul armelor
Controlul armelor se referă la restricțiile internaționale privind dezvoltarea, producția, stocarea, proliferarea și utilizarea armelor de calibru mic, a armelor convenționale și a armelor de distrugere în masă. De obicei, se exercită prin utilizarea diplomației, care încearcă să convingă guvernele să accepte astfel de limitări prin acorduri și tratate, deși poate fi, de asemenea, forțată asupra guvernelor fără consimțământ.

### Tratate internaționale notabile privind controlul armelor

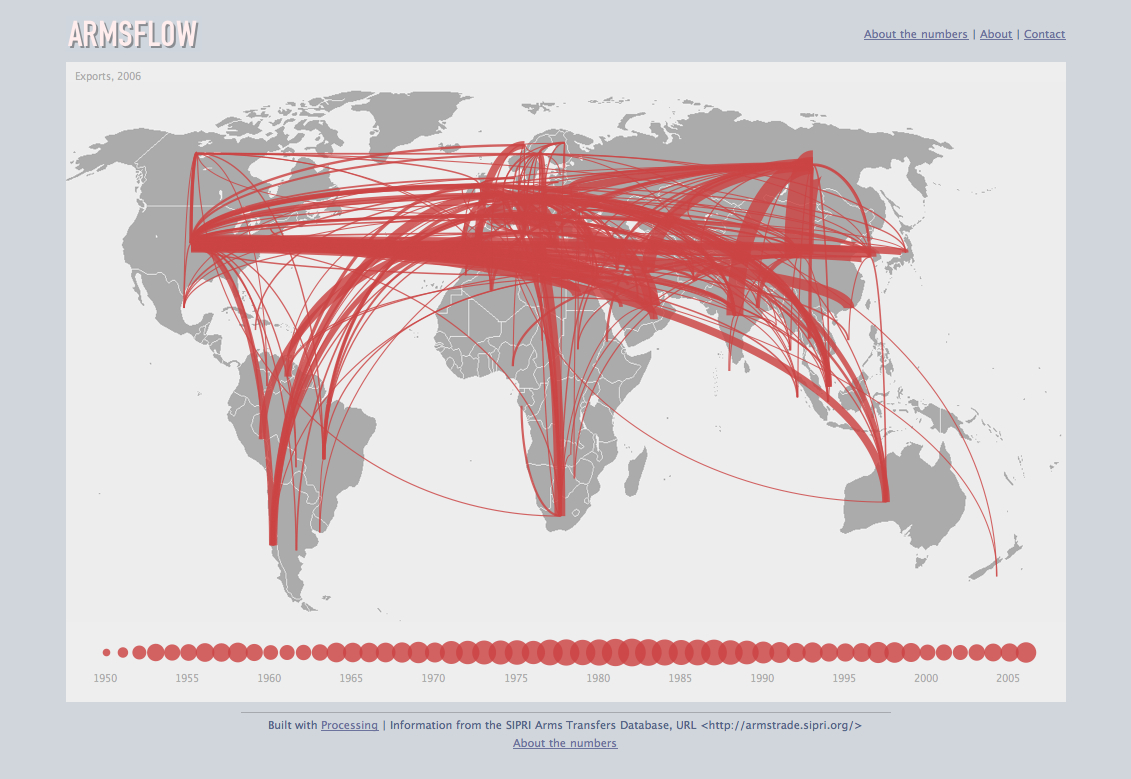
Vânzările globale de arme din 1950 până în 2006

- Protocolul de la Geneva privind armele chimice și biologice, 1925
- Tratatul privind spațiul cosmic, semnat și intrat în vigoare în 1967
- Convenția privind armele biologice, semnată în 1972, a intrat în vigoare în 1975
- Regimul de control al tehnologiei rachetelor (MTCR), 1987
- Convenția privind armele chimice, semnată în 1993, a intrat în vigoare în 1997
- Tratatul de la Ottawa privind minele terestre antipersonal, semnat în 1997, a intrat în vigoare în 1999
- Noul tratat START, semnat de Rusia și Statele Unite în aprilie 2010, a intrat în vigoare în februarie 2011
- Tratatul privind comerțul cu arme, încheiat în 2013, a intrat în vigoare la 24 decembrie 2014. [24]

## Vezi si
- Cursa înarmărilor
- Controlul armelor⁠(d)
- Tratat cu arme (dezambiguizare)⁠(d)
- embargoul asupra armelor
- Traficul de arme
- Campanie împotriva comerțului cu arme⁠(d)
- Industria armelor cibernetice⁠(d)
- Dezarmare⁠(d)
- Pistoale versus modelul cu unt⁠(d)
- Istoria tehnologiei militare⁠(d)
- Lista acordurilor de control al armelor chimice⁠(d)
- Lista contractanților de apărare din SUA⁠(d)
- Lista celor mai produse arme de foc⁠(d)
- Keynesianismul militar⁠(d)
- Conferință navală (dezambiguizare)⁠(d)
- Dezarmare nucleară⁠(d)
- Acord de compensare⁠(d)
- Studii de pace și conflicte⁠(d)
- Dividend de pace⁠(d)
- Economia de război permanentă⁠(d)
- Companie militară privată⁠(d)
- Arme de calibru mic și arme ușoare⁠(d) (ALW)
- Comerț cu arme de calibru mic⁠(d)
- Comerț cu tortură⁠(d)
- Oficiul Națiunilor Unite pentru Afaceri de Dezarmare⁠(d)

1. ↑  Wezeman, Siemon T. (aprilie 2019). „Trends in World Military Expenditure, 2018”. Accesat în 18 decembrie 2019.
2. ↑  Fleurant, Aude; Kuimova, Alexandra; Silva, Diego Lopes da; Tian, Nan; Wezeman, Pieter D.; Wezeman, Siemon T. (9 decembrie 2019). „The SIPRI Top 100 Arms-producing and Military Services Companies, 2018”. Accesat în 18 decembrie 2019.
3. ↑  „Arms trade key statistics”. BBC News. 15 septembrie 2005. Accesat în 9 mai 2012.
4. ↑  Wezeman, Pieter D.; Fleurant, Aude; Kuimova, Alexandra; Tian, Nan; Wezeman, Siemon T. (11 martie 2019). „Trends in International Arms Transfers, 2018”. Accesat în 18 decembrie 2019.
5. ↑  „Small Arms Survey — Weapons and Markets- 875m small arms worldwide, value of authorized trade is more than $8.5b”. 8 decembrie 2014. Arhivat din original la 2 noiembrie 2010. Accesat în 26 martie 2015.
6. ↑  „William Armstrong | About the Man”. williamarmstrong.info.
7. ↑  Dougan, David (1970). The Great Gun-Maker: The Story of Lord Armstrong. Sandhill Press Ltd. ISBN 0-946098-23-9.
8. ↑  „Defense Industries - Military History - Oxford Bibliographies - obo”. www.oxfordbibliographies.com. Accesat în 3 noiembrie 2015.
9. ↑  Stohl, Rachel; Grillot, Suzette (2013). The International Arms Trade. Wiley Press. ISBN 9780745654188. Accesat în 7 februarie 2013.
10. 1 2 3  „International Defense Industry”. Arhivat din original la 26 iulie 2011. Accesat în 20 mai 2007.. www.fpa.org
11. ↑  Debbie Hillier; Brian Wood (2003). „Shattered Lives – the case for tough international arms control” (PDF). Control Arms Campaign. p. 19. Arhivat din original (PDF) la 23 iulie 2011. Accesat în 28 martie 2009.
12. ↑  „Cyber security for the defence industry | Cyber Security Review”. www.cybersecurity-review.com. 5 mai 2015. Accesat în 2 noiembrie 2015.
13. 1 2 3  Fleurant, Aude; Wezeman, Pieter D.; Wezeman, Siemon T.; Tian, Nan; Kuimova, Alexandra (martie 2019). „TRENDS IN INTERNATIONAL ARMS TRANSFERS, 2018” (PDF). sipri.org. Accesat în 25 iulie 2021.
14. ↑  „American gunmakers ramp up efforts to help Ukrainians fight back against Putin – Fortune”.
15. ↑  „U.S. Gunmakers' efforts to get weapons to Ukraine often stifled by red tape”. Newsweek. 18 martie 2022.
16. ↑  Marshall, Andrew R. c. (martie 2022). „Ukrainians rush to buy rifles, shotguns as police relax rules”. Reuters.
17. ↑  „SIPRI Arms Transfers Database”. sipri.org. Accesat în 14 iunie 2022.
18. ↑  „The 5 major arms exporters in the world”. International Insider (în engleză). 13 martie 2020. Arhivat din original la 20 aprilie 2020. Accesat în 13 martie 2020.
19. ↑  Wezeman, Pieter D. (7 decembrie 2020). „Arms production”. SIPRI. Accesat în 25 iulie 2021.
20. 1 2  „SIPRI Arms Transfers Database | SIPRI”. www.sipri.org.
21. ↑  Live, Nigeria News. „World's Top 5 Weapon Exporters -Nigeria News Live”. www.newsliveng.com (în engleză). Arhivat din original la 19 decembrie 2019. Accesat în 4 octombrie 2019.
22. ↑  „Mapping the International presence of the World's Largest Arms Companies” (PDF). Stockholm International Peace Research Institute. decembrie 2020. Accesat în 25 iulie 2021.
23. ↑  Barry Kolodkin. „What Is Arms Control?”. About.com, US Foreign Policy. The New York Times Company. Arhivat din original (Article) la 3 septembrie 2016. Accesat în 13 mai 2012.
24. ↑  Delgado, Andrea (23 februarie 2015). „Explainer: what is the Arms Trade Treaty?”. The Conversation. Accesat în 25 iulie 2021.

Format:Weapons